# Jonathan Mestel
Andrew Jonathan Mestel (Cambridge, Anglaterra, 13 de març de 1957), és un professor expert en matemàtica aplicada a l'Imperial College London, on treballa en magnetohidrodinàmica i dinàmica de fluids biològica. Es va graduar amb la tesi Magnetic Levitation of Liquid Metals a la Universitat de Cambridge.
És fill de l'astrònom Leon Mestel. Està casat des del 1982 amb Anna O'Donovan, amb qui té un fill, David, nascut el febrer de 1992.
És també un destacat jugador d'escacs, i fou la primera persona que va rebre els títols de Gran Mestre Internacional de la FIDE en les modalitats de tauler i de resolució de problemes. Té una força també propera a la de Gran Mestre en bridge.

## Resultats destacats en competicions d'escacs
Va ser Campió del món cadet el 1974, a Pont-Sainte-Maxence. El mateix any, va estar a punt de guanyar el Campionat britànic, jugant un play-off a set bandes a Clacton, però fallant en assolir el títol en el darrer instant. El 1975 va participar en el Campionat del món júnior a Tjentiste, on hi obtingué la medalla de bronze, rere Valeri Txékhov i Larry Christiansen. A continuació varen venir una sèrie d'èxits als Campionats britànics, on va guanyar el títol els anys 1976, 1983 i 1988. La seva victòria a Portsmouth el 1976 fou molt destacable pel fet de començar amb nou victòries consecutives, un rècord de la competició.
Pel camí, Mestel obtingué el títol de Gran Mestre (GM) el 1982 i va esdevenir Gran Mestre de Resolució d'Escacs i el Campió del món de solucionistes el 1997. Juntament amb John Nunn, Mestel és també un membre de l'equip de resolució britànic que ha guanyat diverses medalles als campionats del món d'aquesta especialitat.
Pel que fa a torneigs internacionals, el seu millor resultat primerenc fou un segon lloc ex aequo a Londres 1977, amb Miguel Quinteros i Michael Stean, rere Vlastimil Hort. També va obtenir bons resultats a Esbjerg, on hi va guanyar la North Sea Cup el 1979 (amb László Vadász) i hi acabà empatat al segon lloc el 1984 (rere Nigel Short, amb Lars Karlsson). A Marbella 1982, fou co-guanyador del Torneig Zonal, amb Nunn, Stean i John van der Wiel. A Hastings, hi obtingué bons resultats el 1977/78 (empatat al cinquè lloc, amb una fortíssima participació) i el 1983/84, quan hi empatà al tercer lloc (després dels dos guanyadors, Karlsson i Jon Speelman).

### Participació en competicions per equips
Entre 1976 i 1988, va ser un membre habitual de l'equip anglès a les Olimpíades d'escacs, on hi guanyà 3 medalles per equips (dues d'argent i una de bronze). El 1984, va guanyar una medalla d'or individual per la seva excel·lent actuació de 7/9 punts en el seu tauler. Altres resultats notables per als equips anglesos van ser el 1978 en l'Olimpíada estudiantil a Mèxic on va obtenir una Medalla d'or i al Campionat d'Europa per equips de 1983 a Plòvdiv (Bulgària). En ambdós casos, va fer-hi performances suficients per obtenir-hi la medalla d'or individual, i en el segon cas, amb una puntuació excepcional (6/7, 85%), va obtenir el millor percentatge de tots els taulers. Va ser també membre de l'equip anglès que va obtenir la medalla de bronze per equips al Campionat d'Europa per equips de 1980 a Skara, i de l'equip que obtingué la medalla de bronze al Campionat del món per equips a Lucerna 1985. Com a jugador per equips de lliga, ha participat en la 4NCL des dels seus primers dies, i va representar The Gambit ADs en l'edició de 2008/9.

### D'altres activitats
Va escriure el joc d'ordinador Brand X conjuntament amb Peter Killworth, que més tard va ser reescrit per a Windows i llançat comercialment com a Philosopher's Quest.